# پاشا علیف
پاشا علیف یک بازیکن فوتبال اهل جمهوری آذربایجان است.
وی همچنین در تیم ملی فوتبال جمهوری آذربایجان بازی کرده است.